# Xã Hayes, Quận Dickinson, Kansas
Xã Hayes (tiếng Anh: Hayes Township) là một xã thuộc quận Dickinson, tiểu bang Kansas, Hoa Kỳ. Năm 2010, dân số của xã này là 240 người.